# San Dimas, Campeche
San Dimas är en ort i Mexiko.   Den ligger i kommunen Candelaria och delstaten Campeche, i den sydöstra delen av landet, 900 km öster om huvudstaden Mexico City. San Dimas ligger 116 meter över havet och antalet invånare är 144.
Terrängen runt San Dimas är platt. Runt San Dimas är det mycket glesbefolkat, med 2 invånare per kvadratkilometer. Närmaste större samhälle är El Desengaño, 10,1 km nordväst om San Dimas. I omgivningarna runt San Dimas växer i huvudsak städsegrön lövskog.